# Grytzko Mascioni
Grytzko Mascioni  (* 1. Dezember 1936 in Villa di Tirano, Italien; † 12. September 2003 in Nizza) war ein Schweizer Schriftsteller und Journalist (mit Heimatort Brusio).

## Leben
Aufgewachsen im Puschlav, im Engadin und im Veltlin, machte er seine Matura in Sondrio und studierte  Rechtswissenschaft in Mailand. Von 1961 bis 1991 war er als Redaktor und Autor beim RTSI tätig und so wesentlich am Aufbau des italienischsprachigen Schweizer Fernsehens beteiligt. Daneben arbeitete er in der Redaktion der Gazzetta Ticinese. Von 1991 bis 1996 leitete er das Istituto Italiano di Cultura in Zagreb.
Mascioni war Präsident des Schriftstellerverbandes der italienischsprachigen Schweiz sowie des PEN-Club della Svizzera italiana e Retoromancia. 1987 präsidierte er den 50. Kongress des internationalen PEN-Clubs in Lugano.
Er wurde mit zahlreichen Preisen ausgezeichnet, zuletzt im Jahr 2000 mit dem Grossen Schillerpreis. Das Schweizerische Literaturarchiv erwarb 2008 seinen Nachlass.
Er verfasste rund 50 Werke in italienischer Sprache; bisher wurde keines ins Deutsche übersetzt.